# Mihail Sirețeanu
Mihail Sirețeanu (n. 15 iunie 1947, Ploiești, România – d. 18 decembrie 2020) a fost un politician român, fost deputat PSD și fost vicepreședinte al CNSLR Frăția. În cadrul activității sale parlamentare, Mihail Sirețeanu a fost membru în următoarele grupuri parlamentare de prietenie:
- în legislatura 1996-2000: Republica Ecuador, Republica Italiană;
- în legislatura 2000-2004: Macedonia, Albania, Republica Federală Iugoslavia;
- în legislatura 2004-2008: Albania, Republica Populară Chineză, Republica Lituania.

## Condamnare penală
Mihail Sirețeanu a fost condamnat definitiv la doi ani de închisoare cu suspendare pentru fapte de corupție legate de Fabrica de Armament Mizil.